# جینگو-کیئون
جینگو-کیئون (به ژاپنی: 神護景雲 Jingo-keiun) نام عصر ژاپنی بود. این عصر بعد از تنپیو-جینگو و قبل از هوکی قرار داشت و از اوت ۷۶۷ تا اکتبر ۷۷۰ میلادی به طول انجامید. در طی این عصر امپراتریس کوکن حکمران ژاپن بود.